# Henry Royce

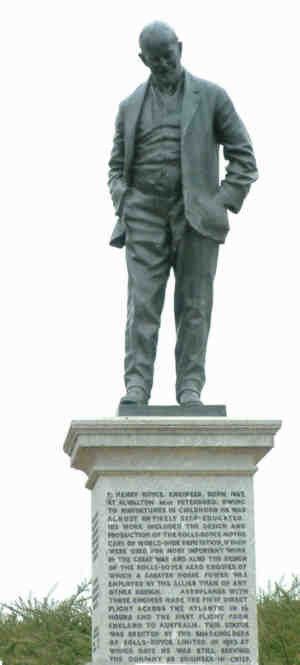
socha Henryho Royce v Moor Lane HQ, Derby

Sir Frederick Henry Royce (27. března, 1863 – 22. dubna, 1933) byl britský průkopník automobilismu a spolu s Charlesem Rollsem zakladatelem automobilky Rolls-Royce.
Henry Royce se narodil v Alwaltonu, v Huntingdonshire, blízko Peterboroughu, jako nejmladší syn z pěti dětí Jamese a Mary Royceových.
Rodina provozovala od anglikánské církve pronajatý obilný mlýn, ale příliš se jí nedařilo a tak se přestěhovala do Londýna. Otec zemřel v roce 1872 a devítiletý Henry musel jít prodávat noviny a doručovat telegramy. V roce 1878 šel do učení (díky finanční pomoci tety) k společnosti Great Northern Railway v lokomotivních dílnách v Peterborough. Za tři roky však peníze došly a Henry krátce pracoval v strojírenské továrně v Leedsu. Poté se vrátil do Londýna a začal pracovat u Electric Light and Power Company. Po přeložení do liverpoolské kanceláře v roce 1882 se seznámil s Ernestem Claremontem. V roce 1884, po krachu firmy spolu založili v Manchesteru dílnu. Royce vložil do podniku naspořených 20 liber a Claremont 50. Začínali instalacemi elektrických přívodů do domácností a výrobou domovních zvonků. O deset let později už vyráběli dynama, elektromotory a elektrické jeřáby. V roce 1899 už jako Royce Ltd společnost otevřela novou továrnu v Trafford Park v Manchesteru.
Royce, fascinovaný veškerými mechanickými věcmi se zajímal i o automobily a tak si koupil malý quadricykl firmy De Dion-Bouton a v roce 1903 ojetý dvouválcový Decauville s výkonem 10 koní z roku 1901. S vozy však nebyl spokojen i přes různá vylepšení. Rozhodl se tedy, že bude stavět své vlastní automobily. Postavil jeden a poté dva další vozy v koutku své továrny. Jeden z vozů s dvouválcovými motory, nazývaných Royce, dostal Ernest Claremont a druhý další z ředitelů – Henry Edmunds. Edmunds se přátelil s Charlesem Rollsem, jenž měl v Londýně prodejnu s dováženými vozy. Edmuds Rollsovi předvedl Royceův vůz a smluvil historickou schůzku obou mužů v manchesterském Midland hotelu. Rolls byl ohromen a souhlasil, že odebere a prodá všechny Roycem vyrobená auta. Dohodli se i o společné výrobě nejméně čtyřválcových automobilů společnou značkou. První vůz pod jménem Rolls-Royce byl vyroben v prosinci 1904 a v roce 1906 spojením vznikla společnost Rolls-Royce Ltd. Původní Royce & Company zůstala samostatnou firmou vyrábějící jeřáby až do roku 1933.
Royce byl zvyklý tvrdě pracovat, ale byl také proslulý svým nezdravým způsobem stravování. To bylo také důvodem jeho nemoci v roce 1911. Měl sídlo postavené v Le Canadel na jihu Francie a později v Crowboroughu v hrabství Sussex. Jeho zdraví se však stále zhoršovalo. V roce 1912 podstoupil v Londýně operaci a lékaři mu dávali jen několik měsíců života. Navzdory tomu se ale vrátil k práci, avšak už jen v domácích podmínkách (do nově postavené továrny, postavené v Derby podle jeho dřívějších plánů, ze zdravotních důvodů nesměl). Všechny návrhy inženýrů a designérů však podléhaly jeho schválení. S vrozeným perfekcionismem hledal různé chybičky a možnosti vylepšení. Věnoval se také návrhům leteckých motorů, které jeho firma začala vyrábět. Byl povýšen do šlechtického stavu jako Baronet v roce 1931.
Po Royceho smrti změnila firma na znamení smutku barvu podkladu na logu „RR“ z červené na černou.
V roce 1962 byla na jeho památku odhalena pamětní deska ve Westminster Abbey. Je tak jediným takto vyznamenaným konstruktérem.